# Mahou Shoujo Madoka Magica
Mahou Shoujo Madoka Magica (яп. 魔法少女まどか☆マギカ Махо: Сё:дзё Мадока Магика, «Девочка-волшебница Мадока Магика») или Puella Magi Madoka Magica — аниме-сериал, созданный компаниями Shaft и Aniplex под руководством режиссёра Акиюки Симбо; сценарий к нему написал Гэн Уробути. Трансляция сериала прошла на телеканалах Японии с 6 января по 21 апреля 2011 года. Дизайн персонажей разработала Умэ Аоки.

## Сюжет
Согласно сюжету, некая цивилизация, озабоченная возрастанием энтропии во вселенной, создала технологию, позволяющую переводить эмоции в энергию. Данная технология работает с нарушением закона сохранения энергии — энергия эмоций превышает энергию, затраченную на развитие человека. Таким образом, данная технология может спасти вселенную от тепловой смерти. Однако среди представителей цивилизации, создавшей данную технологию, эмоции — лишь редкое психическое заболевание. Поэтому ещё со времен пещерных людей, существа, представляющиеся «Кюбэями», заключают контракты с земными девушками в возрасте полового созревания. Каждая девушка, заключившая контракт, должна сражаться с «ведьмами», несущими людям проклятья. За свою магию, несущую людям счастье, волшебницы платят равной долей отчаяния, от которого должны регулярно очищать свои «Самоцветы души». Рано или поздно отчаяние разрушает самоцвет и волшебница перерождается в ведьму, а Кюбэй собирает выделившуюся при этом энергию. В качестве платы за такую судьбу при заключении контракта Кюбэй исполняет одно любое желание девушки. Однако обычно не сообщает девушкам ничего об их будущей судьбе, кроме того, что им предстоят сражения. Сюжет повествует о пяти девочках-волшебницах, по ходу сюжета заключающих контракт с Кюбэем.

## Термины мира
- Волшебница (яп. 魔法少女 махо: сё:дзё)

Волшебница, или волшебная девочка, — это девочка, заключившая контракт с Кюбэем. Этот контракт позволяет исполнить одно любое желание, но взамен девочка получает волшебную силу для борьбы с ведьмами; в большинстве случаев сила зависит от желания, которое было загадано. Например, желание вылечить кого-то предоставит усиленные регенеративные способности. Однако после заключения контракта душа волшебницы переносится в Самоцвет души, а тело становится простой оболочкой, которая более эффективна в борьбе с ведьмами. Когда волшебница впадает в отчаяние (как было с Саякой) и не может очистить свой камень, то с течением времени она превращается в ведьму. Также волшебницы могут умереть, если уничтожить их камень другими предметами (удар тяжёлым предметом, выстрел пистолета).
- Самоцвет души (яп. ソウル ジェム со:ру дзэму (Soul Gem))

Камень, который удерживает силу волшебницы и благодаря которому они приобретают боевое снаряжение. Самоцвет становится более тёмным со временем использования и должен быть очищен Семенами скорби, иначе он станет слабым и хрупким. Если самоцвет станет слишком тёмным, то он в свою очередь станет Семенем скорби, преобразовывая обладательницу в ведьму. В обычном виде он выглядит как кольцо, сопровождающееся маленьким рисунком на ногте. Самоцвет буквально содержит в себе душу заключивших контракт девушек, оставляя их тела как простые «аппаратные средства», которыми они управляют удалённо и которые могут выдержать любое количество повреждений без угрозы для жизни. Способность управлять телом несколько ограничена: так, если девочки-волшебницы будут на расстоянии более 100 метров от своего соответствующего Самоцвета души, то их тело станет безжизненным.
- Ведьмы (яп. 魔女 мадзё)

Ведьмы — злые существа, которыми становятся волшебницы, испортившие свой Самоцвет души, поддавшись отчаянию. Ведьмы обитают в параллельных измерениях, и только волшебницы могут отыскать дверь и пробраться в их мир. Если же их вовсе не трогать, то тогда они пробираются в реальный мир и дарят людям так называемый «Поцелуй смерти», приносящий болезни или подталкивающий своих жертв на совершение самоубийства. Самую опасную ведьму зовут Вальпургиева Ночь.
- Семя скорби (яп. グリーフシード гури:фу си:до (Grief Seed))

Семя скорби — чёрный шип, от которого рождаются ведьмы. Вскоре образует вокруг себя барьер, скрывающий ведьму от простых людей. Когда ведьма побеждена, остающееся семя может использоваться, чтобы вернуть волшебную силу Самоцвету души, который становится тёмным, поскольку волшебство израсходовано. Если оставить семя на произвол судьбы, оно вновь может превратиться в ведьму, поэтому нужно сразу от него избавляться. Самоцветы души могут самостоятельно стать Семенами скорби, если они становятся слишком тёмными.

## Персонажи
Мадока Канамэ (яп. 鹿目 まどか Канамэ Мадока) — главная героиня, 14-летняя девочка, считающая, что у неё нет никаких талантов и всегда выступающая против насилия. В изначальном ходе истории она заключила контракт с Кюбэем и сражалась вместе с остальными героинями. Однако, в итоге погибла в бою с Вальпургиевой ночью. Совершенные Хомурой путешествия во времени создали множество миров, центральной фигурой которых стала Мадока. Благодаря этому в итоге Мадока обрела огромный магический потенциал, чрезвычайно заинтересовавший Кюбэя. В варианте истории, на котором фокусируется сериал, Хомуре удаётся удерживать Мадоку от заключения контракта до самого появления Вальпургиевой ночи. Однако, в итоге, она загадывает лично уничтожить всех ведьм — как в будущем, так и в прошлом — и исчезает из Вселенной, став божеством, забирающим себе всю скорбь волшебниц, до того, как они переродятся в ведьм. В новой вселенной без ведьм Мадока стала так называемым «колесом фортуны» и её кроме Хомуры никто не помнит. Сэйю — Аой Юки
Саяка Мики (яп. 美樹 さやか Мики Саяка) — одноклассница и лучшая подруга Мадоки. Она влюблена в своего друга детства, Кёсукэ, в прошлом попавшего в аварию, и теперь часто навещает его в больнице. Хотя она была напугана смертью Мами, в итоге она загадала исцелить Кёсукэ и дать ему возможность играть на скрипке. Ввиду её желания, она исцеляется гораздо быстрее остальных волшебниц. Несмотря на свои чувства к Кёсукэ, узнав, что она больше не является человеком, Саяка посчитала, что не вправе претендовать на его любовь, и впала в отчаяние, считая, что годится лишь для битв. Не желая работать за награду, она перестала очищать свой Самоцвет души Семенами скорби и в итоге переродилась в ведьму, после чего была убита Кёко. В реальности возникшей после превращения Мадоки в Бога умерла, потратив все свои силы на защиту Кёсукэ. Однако в новой вселенной она существует вне пространства и времени, оберегая «колесо фортуны» вместе с Бэбэ. Возрождается в созданном Хомурой измерении одновременно в виде волшебницы и ведьмы, а также помнит все события, произошедшие во всех временных отрезках; она стёрла память Мадоке, что та является колесом фортуны, чтобы уберечь от Кюбэя. Сэйю — Эри Китамура
Хомура Акэми (яп. 暁美 ほむら Акэми Хомура) — в прошлом слабая девочка, спасённая Мадокой и Мами. Её подруги одна за другой погибали на её глазах, и в итоге она загадала вновь встретить их, на этот раз как защитница Мадоки. В результате своего желания она получила способность перемещаться во времени, и попала во временную петлю, возвращаясь в момент выписки из больницы каждый раз, когда Мадока умирала или обращалась в ведьму. Неизвестно, сколько раз Хомура возвращалась в прошлое, но за это время она узнала всё об истинной природе контрактов, заключаемых Кюбэем. Однако никто не верил её предостережениям, и в итоге либо все гибли, либо Мадока, став волшебницей, в итоге уничтожала Землю. Поэтому в варианте истории, на котором фокусируется сериал, она уже не пытается рассказывать о предстоящем будущем, а вместо этого старается создать условия, при которых Мадоке не потребуется заключать контракт. Известно, что сразу после событий сериала, Акэми начала обращаться в ведьму, однако Кюбэй запер её в закрытом измерении, куда попали все знакомые ей волшебницы, однако в конце концов, узнав истинные намерения Кюбэй, Хомура обратилась в ведьму и была повергнута остальными волшебницами в её измерении. Мадока — «Колесо фортуны», хотела забрать себе оставшуюся боль Акэми, однако та украла часть силы Мадоки, тоже став богиней, но воплощением тьмы. Сэйю — Тива Сайто
Мами Томоэ (яп. 巴 マミ Томоэ Мами) девочка-волшебница и подруга Кюбэя. Кюбэй явился ей во время автокатастрофы, в которой, предположительно, погибли все её родственники, поэтому желанием Мами было выжить. Изначально напарница Мадоки. Однако, так как Хомура не дала Мадоке заключить контракт, в варианте истории на котором фокусируется сериал, Мами лишь показывает Мадоке и Саяке жизнь волшебниц. В итоге, во время одного из боёв погибла на глазах своих подруг. Возрождается, когда Мадока становится божеством, и всё так же сражается с демонами. Сэйю — Каори Мидзухаси
Кёко Сакура (яп. 佐倉 杏子 Сакура Кё:ко) красноволосая волшебница, прибывшая в город после смерти Мами. Постоянно что-то ест и не терпит, когда выбрасывают еду. Дочь священнослужителя, чьи взгляды не совпадали с позицией церкви, в результате чего его проповеди никто не слушал. Кёко загадала, чтобы слова её отца были наконец услышаны, что привело в его церковь множество людей. Однако узнав, что за всем этим стояла магия, отец лишь разозлился на дочь. Ныне Кёко придерживается мнения, что использование магии для других не даст ничего хорошего, и беспокоится только о себе. Так, она спокойно позволяет фамильярам ведьм убивать людей, в расчёте, что позднее фамильяр вырастет в ведьму, с которой можно получить Семя скорби. Изначально конфликтовала с Саякой из-за разницы во взглядах на работу волшебниц. Однако, в итоге стала проявлять заботу о ней и погибла, уничтожив вместе с собой и переродившуюся в ведьму Саяку. Возрождается, когда Мадока становится божеством. Сэйю — Ай Нонака
Кюбэй (яп. キュウべぇ) / Инкубатор (яп. インキュベーター Инкюбэ:та:) — группа инопланетных существ, заключающих контракты с девочками-волшебницами. Фактически они истинные антагонисты истории. Имя образовано от английского «Incubator», также являющегося одним из его имён. Телепаты, лишены эмоций и плохо понимают систему человеческих ценностей. Убить Кюбэя легко, но на его смену тут же приходит другой. Решение создавать девочек-волшебниц, и впоследствии ведьм было принято для выработки новой энергии, которая отсрочит вымирание вселенной. По этой причине Кюбэй считает это «жертвой ради высшего блага». Он видит в человечестве, не более, чем расходный материал и даже заинтересован в его уничтожении Мадокой, обращённой в ведьму, так как это создаст огромное количество энергии. В новой вселенной, где не образуются ведьмы, Кюбэи подозревают, что в это замешана некая сила, и что она связана с Хомурой. По этой причине они заключили Хомуру в закрытое измерение, чтобы колесо фортуны, или Мадока попыталась спасти Хомуру и затем взять Мадоку под контроль, чтобы волшебницы снова обращались в ведьм. Однако планы Кюбэев проваливаются и когда Хомура становится богиней тьмы, она напрямую угрожает Кюбэем и заметила, что может использовать их в своих целях.
Шарлотта/Бэбэ — изначально ведьма в форме плюшевой игрушки, с которой столкнулась Мами и была ею съедена живьём. Затем её уничтожила Хомура. В новой вселенной, где Мадока стала «колесом фортуны», Шарлотта существует тоже вне пространства и времени и наряду с Саякой защищает Мадоку. В измерении Хомуры, она выступала в роли питомца Мами, к которой была очень привязана и любила сыр, там же можно было увидеть её человеческий облик. Она, как и Саяка, стала защитницей «колеса фортуны» и всё помнила, что происходило с ней во всех временных отрезках и хранила память Мадоки, чтобы защитить её от Кюбэя. В событиях манги Rebellion, предшествующей основным событиям, Бэбэ звали изначально Нагиса Момоэ, и она стала волшебницей в 8 лет, загадав желание съесть последний раз сыр с её безнадёжно больной матерью, однако, когда Нагиса осознала, что могла бы пожелать выздоровление, сразу впала в отчаяние и обратилась в ведьму. Сэйю — Эмири Като
Кёсукэ Камидзё (яп. 上條 恭介 Камидзё: Кё:сукэ) — друг детства Саяки, талантливый скрипач, который, повредив руку в аварии, больше не может играть. Позже, благодаря Саяке, его рука излечивается, и он снова начинает играть. Сэйю — Сэйко Ёсида
Хитоми Сидзуки (яп. 志筑 仁美 Сидзуки Хитоми) — подруга и одноклассница Мадоки и Саяки. Она всегда занята, потому что ходит на разные занятия. Как позже выясняется, она влюблена в Кёсукэ и рассказывает об этом Саяке, а после признаётся ему самому. Сэйю — Рёко Синтани

## Аниме-сериал

### Список серий
| 1 | Мы будто встречались во сне… (We Sort of Met in a Dream…) «Юмэ но нака дэ атта ё:на…» (夢の中で会ったような・・・)                                      | 6 января 2011 года   |
| Мадоке снится сон-воспоминание о предыдущем варианте истории, в котором Хомура сражается и проигрывает Вальпургиевой ночи, а сама Мадока заключает с Кюбэем контракт, чтобы спасти подругу. На утро Мадока встречает Хомуру, которая перевелась в её класс и предостерегает от заключения контракта. Спасая преследуемого Хомурой Кюбэя, Мадока и Саяка попадает под атаку ведьмы, но их спасает Мами. Кюбэй предлагает обеим девушкам заключить контракт. | |                      |
| 2 | Звучит изумительно (That Sounds Wonderful) «Сорэ ва тоттэмо Урэсии наттэ» (それはとっても嬉しいなって)                                                  | 13 января 2011 года  |
| Мами и Кюбэй рассказывают Мадоке и Саяке о исполнении желаний и плате за них. Чтобы они определились со своим выбором, Мами берёт их с собой, на охоту, где убивает ведьму и спасает управляемую ею женщину от самоубийства. | |                      |
| 3 | Я больше ничего не боюсь (I'm Not Afraid of Anything Anymore) «Мо: нани мо ковакунай» (もう何も怖くない)                                                | 20 января 2011 года  |
| Мадока и Саяка находят семя скорби, из которого скоро должна родиться ведьма. Они зовут на помощь Мами, которая игнорирует предупреждения Хомуры о силе ведьмы и связывает её. В итоге ведьма пожирает Мами, но Мадоку и Саяку успевает спасти освободившаяся Хомура. | |                      |
| 4 | Чудеса и магия существуют (Miracles and Magic Both Exist) «Кисэки мо, махо: мо, арундаё» (奇跡も, 魔法も, あるんだよ)                                   | 27 января 2011 года  |
| Чтобы исцелить страдающего от неспособности играть на скрипке Кёсукэ, Саяка решается заключить контракт с Кюбэем. Мадока встречает Хитоми, попавшую под действие ведьмы, и, пытаясь её остановить, сама попадает под атаку. Однако её спасёт Саяка. В это время в город пребывает Кёко, рассчитывающая отнять у Саяки территорию. | |                      |
| 5 | Мне не о чём жалеть (There's No Way I'd Regret This) «Ко:кай нантэ, ару вакэ най» (後悔なんて、あるわけない)                                            | 3 февраля 2011 года  |
| Озабоченная будущим Саяки Мадока просит Хомуру помочь подруге. Однако Хомура считает, что Саяку уже не спасти. Саяка сталкивается с Кёко, демонстрирующей крайне циничное отношение к своей работе, — ради дополнительных Семян скорби она позволяет фамильярам ведьм убивать людей. Это вызывает смертельную схватку между Кёко и сильно уступающей ей в силе Саякой. Чтобы Мадока не пыталась заключить контракт и вмешаться в драку, девушек разнимает Хомура. | |                      |
| 6 | Это несправедливо (This Just Isn't Right) «Конна но дзэттай окасииё» (こんなの絶対おかしいよ)                                                           | 10 Февраля 2011 года |
| Хомура рассказывает Кёко о предстоящем появлении Вальпургиевой ночи и предлагает объединить силы. Саяку же она обещает взять на себя. Кёко и Саяка затевают очередную драку. Пытаясь их разнять, Мадока выбрасывает Камень души Саяки. В результате раскрывается, что этот камень содержит душу Саяки, а её тело управляется дистанционно и лишь на расстоянии не более ста метров от камня. Тем не менее, с точки зрения Кюбэя, ничего страшного не произошло — он лишь переместил души волшебниц в более безопасное место. | |                      |
| 7 | Готова ли ты посмотреть в лицо своим чувствам? (Can You Face Your True Feelings?) «Хонто: но кимоти то мукиаэмасу ка?» (本当の気持ちと向き合えますか？) | 17 февраля 2011 года |
| Саяка обвиняет Кюбэя в сокрытии правды, но с его точки зрения он лишь умолчал о технических деталях. В доказательство необходимости переноса души в Камень души он заставляет Саяку почувствовать боль, которую она ощутила бы, если бы сражалась в старом теле. Кёко рассказывает Саяке о своём прошлом. Хитоми говорит Саяке, что если та не признаётся Кёсукэ, то завтра это сделает сама Хитоми. Однако, перестав быть человеком, Саяка не считает себя в праве претендовать на чувства своего друга. Вместо этого она с истеричным смехом избивает ведьму. | |                      |
| 8 | Я была такой дурой (I've Been Such a Fool) «Атаситтэ, хонто бака» (あたしって、ほんとバカ)                                                              | 24 февраля 2011 года |
| Саяка побеждает ведьму, но отказывается забрать Семя скорби. Пытающейся же её образумить Мадоке она говорит лишь то, что, если Мадока хочет ей помочь, она тоже должна стать волшебницей и отбросить свою человечность. Хомура пытается заставить Саяку воспользоваться Семенем скорби, а когда ей это не удаётся — убить Саяку, чтобы та больше не причиняла боли Мадоке. Однако её останавливает Кёко. Кюбэй признаётся Мадоке, что, хотя его сил для этого недостаточно, став волшебницей, Мадока сможет спасти Саяку. Однако, прежде чем он успевает заключить контракт, его убивает Хомура. В это время безумие Саяки прогрессирует, и в итоге она перерождается в ведьму, на глазах Кёко. | |                      |
| 9 | Этого я не позволю (That, I Will Not Allow) «Сонна но, атаси га юрусанай» (そんなの、あたしが許さない)                                                  | 3 марта 2011 года    |
| Хомура помогает Кёко сбежать от ведьмы, в которую превратилась Саяка, и унести с собой её тело. Попутно она объясняет, что́ стало с Саякой. Кюбэй рассказывает Мадоке истинные причины, по которым его цивилизация заключает контракты. Кёко предлагает Мадоке попробовать достучаться до разума Саяки, хотя Кюбэй честно предупреждает, что прецедентов превращения ведьмы обратно в волшебницу не было. В итоге Кёко приходится пожертвовать собой, чтобы уничтожить Саяку. Кюбэй признаётся, что специально не стал отговаривать Кёко, чтобы вынудить Мадоку сражаться с Вальпургиевой ночью.                                                                                                 | |                      |
| 10 | Я больше не буду полагаться ни на кого (I Won't Depend on Anyone Anymore) «Мо: дарэ ни мо таёранай» (もう誰にも頼らない)                                | 10 марта 2011 года   |
| Эпизод рассказывает о том, как Хомура стала волшебницей, и описывает её многочисленные попытки изменить историю. Даже в тех вариантах истории, где Мадока до последнего отказывается заключить контракт, Кюбэй все равно вынуждает её стать волшебницей, ради победы над Вальпургиевой ночью. При этом судьба планеты, которую Мадока вскоре уничтожит, превратившись в ведьму, абсолютно не беспокоит его. | |                      |
| 11 | Последняя оставшаяся веха (The Last Path Left) «Сайго ни нокотта митисирубэ» (最後に残った道しるべ)                                                     | 21 апреля 2011 года  |
| Кюбэй выдвигает теорию, что сила Мадоки вызвана именно путешествиями Хомуры, создавшей множество альтернативных миров с Мадокой в роли центрального персонажа. Мадока и Кюбэй спорят о этичности контрактов, и в ходе спора Кюбэй демонстрирует историю человечества, показывая, что если бы не сила желаний волшебниц, человечество всё ещё жило бы в пещерах. Хомура пытается в одиночку победить Вальпургиеву ночь. Видя тщетность её попыток, Мадока решает ей помочь. | |                      |
| 12 | Моя лучшая подруга (My Best Friend) «Ватаси но, Сайко: но Томодати» (わたしの、最高の友達)                                                              | 21 апреля 2011 года  |
| Кюбэй обещает Мадоке что теперь, когда в ней переплелось множество миров, он может исполнить любое, даже самое невероятное желание. В ответ Мадока желает уничтожить всех ведьм, как в прошлом, так и в будущем, ещё до того как они родятся. Хотя Кюбэй шокирован желанием, идущим против основ вселенной, он исполняет его. В итоге Мадока становится божеством, берущим на себя скорбь волшебниц, до того как они станут ведьмами. Теперь, вместо того чтобы перерождаться в ведьм, они просто исчезают. Однако на смену ведьмам пришли новые враги, с которыми должны сражаться волшебницы, а из вселенной исчезли все свидетельства существования Мадоки, и лишь Хомура помнит о ней.      | |                      |

### Музыкальное сопровождение
Музыку к сериалу написала Юки Кадзиура
Открывающая музыкальная композиция:
- «Connect» (исполняет ClariS)

Закрывающая музыкальная композиция:
- «Magia» (исполняет Kalafina)

Также были использованы классические произведения: «Вокализ» композитора Рахманинова в аранжировке для скрипки и фортепиано, «Девушка с волосами цвета льна» Дебюсси и «Ave Maria» Баха и Гуно.

## Аниме-фильмы
В ноябре 2011 года в журнале NewType была анонсирована полнометражная адаптация сериала. В октябре 2012 года вышли два аниме-фильма, пересказавшие сюжет сериала. В 2013-м году вышло продолжение сериала в виде полнометражного фильма Puella Magi Madoka Magica the Movie — Rebellion. Фильм попал в лонг-лист премии «Оскар» за лучший анимационный полнометражный фильм.

## Манга
Параллельно с началом выхода аниме издательство Houbunsha начало выпуск трёх различных манга-сериалов, сюжет которых разворачивается в сеттинге данного произведения.
- Mahou Shoujo Madoka Magica (яп. 魔法少女まどか☆マギカ) — выходит с февраля 2011 года. Она является прямой адаптацией сюжета аниме.
- Mahou Shoujo Kazumi Magica: The Innocent Malice (яп. 魔法少女かずみ☆マギカ〜The innocent malice〜) — выходит с января 2011. Ответвление сюжета с участием других персонажей.
- Mahou Shoujo Oriko Magica (яп. 魔法少女おりこ☆マギカ) — начала публиковаться после показа аниме-сериала. Также является отдельной самостоятельной историей.

## Игры
По мотивам аниме было выпущено несколько видеоигр, в том числе:
- Madoka Magica Portable[9] — официальная игра для PlayStation. Это RPG с элементами визуального романа.
- Grief Syndrome[10] — аркада с элементами RPG, выпущенная любительской группой разработчиков Twilight Frontier.
- Homura Combat[11] — любительский трёхмерный шутер, вышедший на 81-м Комикете.
- Madoka Magica The Battle Pentagram — официальная игра для PlayStation Vita. Это RPG с элементами визуального романа.
- Madoka Magica Magia Exedra[12] — ролевая игра для iOS и Android, выпущенная 27 марта 2025 года. Разработана компанией Pokelabo, издана Aniplex. Содержит элементы тактической RPG и визуального романа.